# Parioli Challenger 1991
Il Parioli Challenger 1991 è stato un torneo di tennis facente parte della categoria ATP Challenger Series nell'ambito dell'ATP Challenger Series 1991. Il torneo si è giocato a Parioli in Italia dall'8 al 14 aprile 1991 su campi in terra rossa.

## Vincitori

### Singolare
Stefano Pescosolido ha battuto in finale  Bart Wuyts con il punteggio di 6–3, 6–4

### Doppio
Marcos Górriz /  Andrej Ol'chovskij hanno battuto in finale  Martin Damm /  David Rikl con il punteggio di 7–5, 2–6, 6–2